# 2996 Bowman
A 2996 Bowman (ideiglenes jelöléssel 1954 RJ) a Naprendszer kisbolygóövében található aszteroida. Az Indianai Egyetem csillagászai fedezték fel 1954. szeptember 5-én.